# 鐘ヶ江佳太
鐘ヶ江 佳太（かねがえ けいた、1984年1月10日 - ）は、日本の俳優。福岡県生まれの広島県育ち。20歳の時に俳優を志し上京。2005年に映画『タッチ』でスクリーンデビュー。同年TBSドラマ『ヤンキー母校に帰る〜旅立ちの時 不良少年の夢』でドラマデビュー。それ以降、映画、ドラマ、CMなど映像の仕事を中心に活動している。

## 人物
高校二年生の夏、日本映画「GO」を観劇したのがきっかけで映画の世界に引き込まれ、俳優を志す。地元の養成所などを経て、20歳の時に上京。本格的に芝居を始める。

## 出演

### 映画
- タッチ（2005年、監督：犬童一心）
- カミュなんて知らない（2006年、監督：柳町光男）
- My KOREA（2006年、監督:中村英児）
- バベル_(映画)（2007年、監督：アレハンドロ・ゴンサレス・イニャリトゥ）
- お江戸のキャンディー（2015年、監督：広田レオナ）
- (短編)DRIVE ME CRAZY(2015年、監督:鈴木惇平)
- （短編）ショートカット（2017年、監督：ドニーオルデイアレス）
- (短編) 幸福な、(2017年、監督 : 中須彩音)
- （短編）明日を咲かせて（2018年、監督：沢田祐樹）主演
- 可愛い悪魔（2018年、監督：佐藤寿保）
- （短編）ピアスとハーモニカ（2019年、監督：後藤新）
- 頭痛が痛い（2020年、監督：守田悠人）
- JOINT（2020年、監督：小島央大） - 渡辺佑 役
- （短編）隔年間（2021年、監督：趙梓淇）主演
- （短編）お帰り（2022年、監督：朱冬朔）
- （短編）風の吹くまま（2023年、監督：呉楽）
- （短編）断ち切った川（2024年、監督：ラギシン）主演
- （短編）望み（2024年、監督：BIAN HAN）主演
- （短編）悪魔、ストリートスナップ（2024年、監督：寺野周）主演
- 陸と安藤（2024年、監督：セキタイガ）
- 帰ってこなかった男（2025年、監督：小嶋貴之）[1]
- 夢見る不燃物（2025年、監督：門脇萌）
- 天使たち（2025年、監督：木村ナイマ）

### テレビドラマ
- ヤンキー母校に帰る〜旅立ちの時 不良少年の夢（2005年、TBS）-不良生徒役レギュラー
- ハンチョウ〜神南署安積班〜 シリーズ2〜第1話（2010年、TBS) -薬物中毒者役
- エンゼルバンク〜転職代理人 第5話（2010年、テレビ朝日) -会社員役
- 再捜査刑事・片岡悠介（2010年、テレビ朝日）-ヤンキー役
- アスコーマーチ!〜県立明日香工業高校行進曲〜　第6話（2011年、テレビ朝日）-不良生徒役
- 陽はまた昇る (2011年のテレビドラマ)（2011年、テレビ朝日）-近江翔太郎役レギュラー
- 聖なる怪物たち　最終話（2012年、テレビ朝日）-警察官役
- 鈴子の恋　第17話-第19話（2012年、東海テレビ）-古参兵役
- 明日の光をつかめ -2013 夏-　第21話（2013年、東海テレビ）-営業マン坂田役
- ダブルス〜二人の刑事　第4話（2013年、テレビ朝日）-SWAT役
- ドクターX〜外科医・大門未知子〜シリーズ2　第1話（2013年、テレビ朝日）-救急隊員役
- 僕のいた時間　最終話（2014年、フジテレビ）-救急隊員役
- タイムスクープハンター〜シーズン6〜　不都合な真実（2014年、NHK）-鍋売り商人役
- タイムスクープハンター〜シーズン6〜　壮絶！雪山の戦い（2014年、NHK）-孫太郎役
- ビター・ブラッド〜最悪で最強の親子刑事〜 第10話（2014年、フジテレビ）-乗客役
- 奇跡体験!アンビリバボー（2014年、フジテレビ）-田端浩二役 主演
- ホテルコンシェルジュ　第9,10話（2015年、TBS）
- HIGH&LOW〜THE STORY OF S.W.O.R.D.〜 第5話（2015年、TBS）-警察官役
- 痛快TV スカッとジャパン（2015年、フジテレビ）-芹沢役
- 総合診療医ドクターG　お腹がいたい（2015年、NHK）-船井玲司役
- いつかこの恋を思い出してきっと泣いてしまう（2016年、フジテレビ）-介護士役準レギュラー
- ラブホの上野さん season2 第３話（2017年、フジテレビ）
- 東京彼女2025年1月号 （YouTube連続ドラマ）

### CM
- ミツカン「くめ納豆」（2010年）
- KONAMI「ベースボールオールスターズ」（2011年）
- PlayStation 3「こたつ鍋　篇」（2012年）
- GREE「神獄のヴァルハラゲート」（2013年）
- ナガホリ（2013年）
- ボス〜贅沢微糖〜「ボーリング場篇」（2014年）
- KONAMI「ワールドサッカーコレクション」（2014年）
- 新生ホームサービス（2015年）
- 明治「極とろカスタードクリームプリン」（2015年）
- 西友「プライスロック　上げない合唱団　篇」（2015年）
- ホンダ・フリード (2017年)
- yes同窓会 (2017年)
- 日本電産「SMART CHINA TABLE」(2017年)
- NTTドコモ「dポイント「たまってる編」」（2017年）
- 東芝「REGZAタイムシフトマシン」（2018年）
- アクサ生命（2025年）
- 中小企業基盤整備機構（2025年）
- paypay「青がお得篇」（2024,2025年）

### 舞台
- 別役 実作「マッチ売りの少女」（2007）
- 宮沢賢治作「グスコーブドリの伝記」（2008）
- ハロルドピンター作「沈黙」（2008）
- 堤吉行作「クリスティーヌの森」(2014)
- 浅野泰徳作　村田充演出「DOG´S」（2017）
- 黒田勇樹作・演出「ドロシー！」(2018)
- TOKYO笹塚ボーイズ川上一輝作・演出「花瓶の中の海」(2018)
- 松澤くれは作・演出「アルペンループ」(2018)
- ANO ANO企画/堀之内良太作・演出「先の綻び」(2019)
- TOKYO笹塚ボーイズ川上一輝作・演出「朝の気配」(2020)
- 劇団水中ランナー堀之内良太作・演出「つぎはぎ」(2022)
- 劇団水中ランナー堀之内良太作・演出「花を灯す」(2022)
- 阿久津京介作・演出「MEME」（2024）[2]